# Austropetalia tonyana
Austropetalia tonyana es una especie de odonato anisóptero del género Austropetalia, endémica de Australia. Comparte el género y distribución con Austropetalia patricia, aun cuando esta especie se encuentra al Sur, y su congénere en el Norte de la región. Comúnmente denominada en la zona como Alpine Redspot, debido a que ha sido únicamente vista en alturas superiores a 600 m.
Antiguamente no se distinguía de Austropetalia patricia, habiendo múltiples individuos en el museo de Victoria clasificados como esta misma. El gobierno Australiano, y las instituciones son mayor respaldo de Australia dan cuenta de que Austropetalia victoria habría sido una mala taxonomía de Austropetalia tonyana, pero sin embargo instituciones extranjeras y trabajos de años recientes de Checklist, la figuran como una tercera especie de este género.
Se posee una menor información acerca de los ciclos de vida de esta especie, y se sabe que tiene el mismo ciclo de vida que su congénere pero a mayores altitudes.

## Distribución
Se encuentran en la costa Sur Este de Australia en la región de la capital, caracterizándose por poseer mayor presencia en la zona Sur de esta región, Nueva Gales del Sur (Murray-Darling basin, costa Sur este) y en Victoria (Murray-Darling basin, costa Sur este), siendo Bogong High Plains un lugar con una gran población. Este último posee el principal museo de Australia, Victoria Museum, el cual guarda los especímenes descritos.

## Morfología
Una forma de diferenciación es el número de manchas en sus alas. Su tórax y abdomen posee un diseño a rayas amarillas con café, destacando las rayas amarillas a los costados del tórax equidistantes. 
Los ojos son de color azul, con una raya amarilla entre ellos de manera frontal. Las hembras se diferencian de los machos, en que son más cortas y robustas que estos últimos.